# Viatcheslav Kébitch
Viatchaslaw Kiebitch
Viatcheslav Frantsévitch Kébitch (en russe : Вячеслав Францевич Кебич ; en biélorusse : Вячаслаў Францавіч Кебіч, Viatchaslaw Frantsavitch Kiebitch), né le 10 juin 1936 à Koniuszewszczyzna (voïvodie de Nowogródek, Pologne) et mort le 9 décembre 2020 à Minsk (Biélorussie), est un homme politique soviétique puis biélorusse. Il est Premier ministre de Biélorussie du 19 septembre 1991 au 20 juillet 1994.

## Biographie
Viatcheslav Kébitch naît le 10 juin 1936 dans le village de Koniuszewszczyzna (voïvodie de Nowogródek, Pologne), aujourd'hui Koniouchevchtchina (raïon de Valojyn, voblast de Minsk). Diplômé de l'institut polytechnique biélorusse en 1958 et de l'école supérieure du parti en 1984, il travaille initialement comme ingénieur dans une usine d'automatisation à Minsk. À partir de 1973, il est directeur de l'usine des machines-outils à Minsk. Entre 1980 et 1985, Kébitch commence à travailler dans l'appareil du parti. Il occupe les fonctions de secrétaire du comité régional du parti communiste de Biélorussie à Minsk et de chef du département de l'industrie de son comité central. En 1985, il devient vice-premier ministre de la République socialiste soviétique de Biélorussie et chef de la commission de planification. Entre 1986 et 1991, il est membre du Comité central du Parti communiste de Biélorussie, et entre 1990 et 1991, il appartient au Comité central du Parti communiste de l'Union soviétique.
En avril 1990, il devient Premier ministre de la République socialiste soviétique de Biélorussie. En novembre 1991, après la déclaration d'indépendance de la Biélorussie le 25 juillet 1991, Kébitch signe une déclaration du gouvernement de la république de Biélorussie actant l'effondrement de l'URSS. Le 8 décembre 1991, aux côtés de Stanislaw Chouchkievitch, il signe avec l'Ukraine et la Russie l'accord de Bialovèse dissolvant l'Union soviétique. Soutenant dans un premier temps l'économie de marché et une orientation vers les États occidentaux, Kébitch décide en 1993 de réorienter la politique biélorusse vers la Russie après l'aggravation de la crise économique qui affecte le pays.
Le président réformiste Chouchkievitch, quoique favorable lui aussi à un rapprochement avec Moscou, ne défend cependant pas certains projets soutenus par son Premier ministre conservateur, dont une union monétaire et un pacte de sécurité collective avec la Russie. Ces réserves débouchent sur le limogeage de Chouchkievitch par le Parlement, dominé par les conservateurs, le 26 janvier 1994 : il est remplacé deux jours plus tard par le général de milice à la retraite Metchislav Grib, proche de Kébitch qui sort renforcé de cette crise.
Kébitch fait figure de favori pour les élections présidentielles de 1994, où il s'appuie sur une équipe de campagne dirigée par le futur Premier ministre Mikhaïl Miasnikovitch. Soutenu par l'élite du pays, qui vit en grande partie des fonds accordés par l'État, il mène des actions de propagande médiatique contre Chouchkievitch, lui aussi en lice pour l'élection. Contre toute attente, c'est finalement le candidat populiste Alexandre Loukachenko, qui a fait campagne sur le thème de la corruption, qui l'emporte avec 80 % des suffrages tandis que Kébitch ne recueille que 14 % des voix,. Il quitte donc le pouvoir le 21 juillet 1994, mais reste actif en tant que député à la Chambre des représentants de 1996 à 2004, ainsi qu'à la tête de l'Union commerciale et financière de Biélorussie qu'il a créée en 1994.
Hospitalisé le 26 novembre 2020 pour infection à la Covid-19, il meurt le 9 décembre au matin à l'âge de 84 ans,,. Le président Loukachenko lui rend hommage en louant son expérience et son rôle dans la proclamation de l'indépendance du pays. Marié, il laisse derrière lui une fille et deux fils.